# Sphinx maurorum
L'esfinx o borinot del pi (Sphinx maurorum) és una espècie de lepidòpter ditrisi de la família dels esfíngids (Sphingidae) propi d'Europa Occidental i el Magrib.

## Distribució
Es distribueix per tota la península Ibèrica, sud de França, Còrsega i les serralades del Rif i els Atles. Ben representada als Països Catalans, però absent a les Illes Balears.

## Descripció

### Imago
Envergadura alar d'entre 70 i 80 mm. Per l'aspecte és indistingible de Sphinx pinastri, per separar les dues espècies s'ha de recórrer a l'estudi dels genitals de l'individu, per això durant molt temps va ser considerada una subespècie d'aquesta. Es caracteritza per les seves tonalitats grises que recobreixen el seu cos i ales, amb dues franges negres al tòrax, unes altres horitzontals de més abundants però més petites a l'abdomen, i tres línies negres a les ales anteriors; ales posteriors completament grises. Fímbries dels extrems de les ales ratllades.

### Eruga
Pot arribar als 80 mm. Pot presentar diverses formes, una de les més comunes una marró clar amb la cua negra quan arriba a l'últim estadi; cap marró amb dos línies verticals negres; la "placa" dura que presenta al tòrax n'és un tret distintiu. Durants els primers estadis és verda amb diverses línies longitudinals blanques amb una cua roja o negra.

## Hàbitat
Té preferència pels boscos de pins secs. L'eruga s'alimenta generalment de Pinus, especialment de Pinus halepensis i també Pinus pinaster; més rarament de Cedrus i Picea.

## Període de vol
Normalment dues generacions, la primera al maig/juny i la segona durant l'agost. Depenent de la temporada i la localitat, només una entre el juliol i agost. Es poden trobar alguns imagos a l'abril o al setembre. Hibernació com a pupa en una cambra subterrània.

## Costums
Cada femella pon uns 100 ous, normalment individualment i més rarament en grups de dos o tres. Pot ser parasitada per taquínids com Drino atropivora. Tot i que és una espècie comuna, és difícil d'observar degut als costums nocturns i la bona cripsis; durant el dia els imagos reposen sobre els troncs de pi i a la nit liben flors de manera similar a la d'un colibrí.